# Erik Hansen (arquitecto)
Erik Hansen (Ribe, 13 de mayo de 1927-Copenhague, 31 de diciembre de 2016) fue un arquitecto danés especialmente conocido internacionalmente por la restauración arqueológica. Hansen trabajó estrechamente con la Escuela Arqueológica Francesa en Atenas, lo que lo llevó a su asignación a la UNESCO en varios países como consultor en la restauración de monumentos en la Lista del Patrimonio Mundial de la UNESCO. 
Hansen también fue jefe de la restauración del Puente de Mármol en Copenhague en el período 1978-1996. 
Hansen recibió la Medalla Eckersberg en 1977 y la Medalla C. F. Hansen en 2010. 